# حي بوابة الرمال

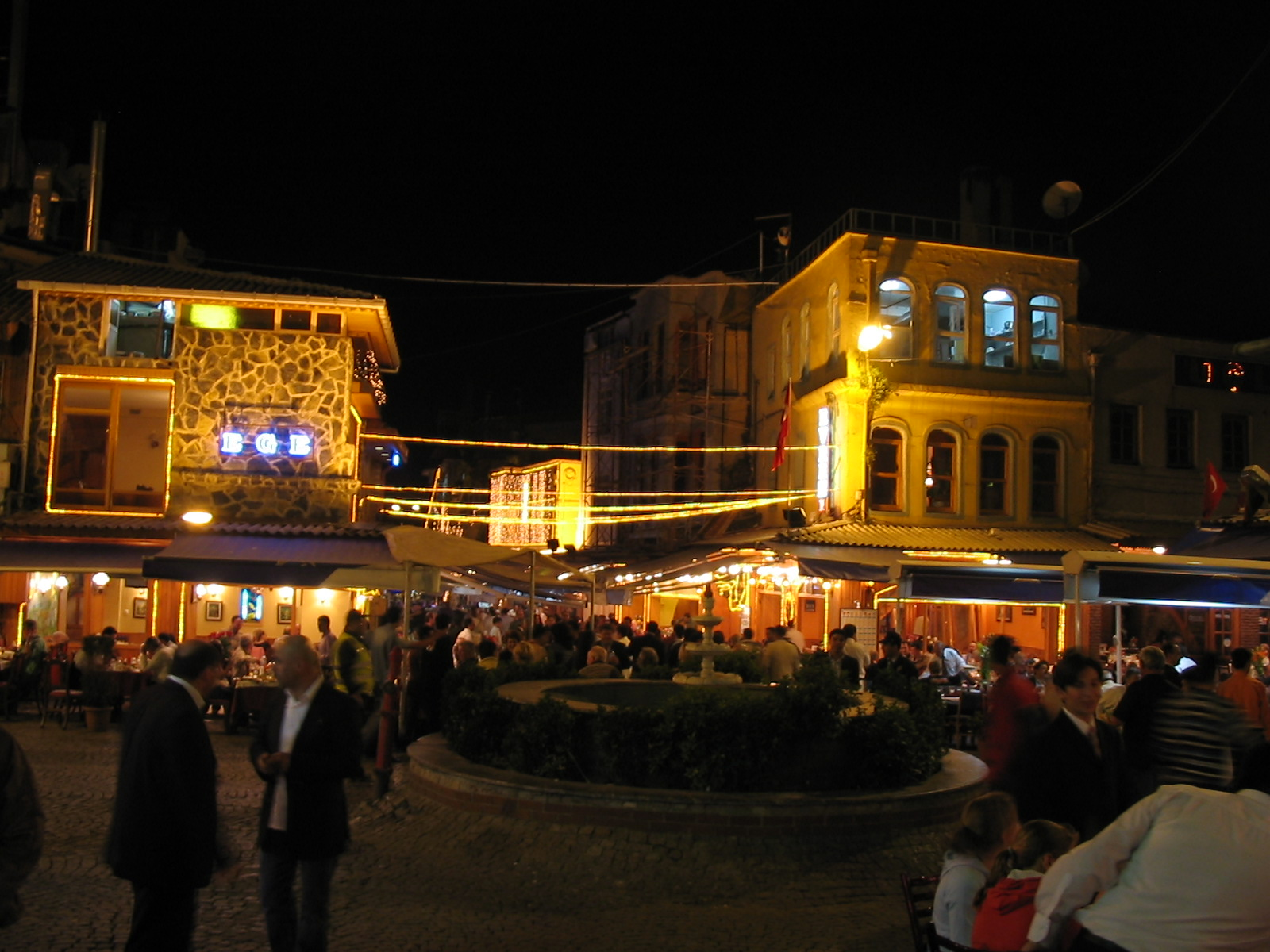
جانب من الحياة الليليَّة في الحي.

حي بوابة الرمال (بالتركية: Kumkapı) هو حي يقع في حي الفاتح على الجانب الأوروبي من إسطنبول، تركيا. منطقة الحي مليئة بالقصور التاريخية الخشبية، والكنائس المسيحية، والمدارس والجمعيات والمطاعم الأرمنيَّة. كان يسكن الحي عدد كبير من الأرمن. ويتخذ من الحي مقرًا رئيس أساقفة الأرمن الأرثوذكس في تركيا.
تغيّر نمط الحياة اليومية للمسيحيين في الحي، بعد النزاعات المريرة التي حصلت بينهم وبين الأتراك خلال عهد انحلال الدولة العثمانية، بدأً من عقد العشرينات من القرن التاسع عشر، ودامت قرابة القرن. وصلت هذه النزاعات إلى أوجها في العقد الممتد من سنة 1912 حتى سنة 1922؛ أي خلال حروب البلقان، الحرب العالمية الأولى، وحرب الاستقلال التركية، فتضائل عدد المسيحيين بشكل كبير بين السنوات 1914 حتى سنة 1927. فرض ضريبة على الأملاك وبوغروم إسطنبول (أعمال شغب إسطنبول) سنة 1955 هجر الحي عدد كبير من الأرمن، واليوم لا تزال جاليًّة أرمنية تقطن في الحي وتملك مدارس وكنائس ومطاعم وأندية مختلفة.